# رينيه هال
رينيه هال (بالإنجليزية: René Hall)‏ هو كاتب أغاني وموسيقي أمريكي، ولد في 26 سبتمبر 1903 في مورغان سيتي في الولايات المتحدة، وتوفي في 11 فبراير 1988 في لوس أنجلوس في الولايات المتحدة.

## وصلات خارجية
- رينيه هال على موقع ميوزك برينز (الإنجليزية)
- رينيه هال على موقع أول ميوزيك (الإنجليزية)
- رينيه هال على موقع ديسكوغز (الإنجليزية)